# Shorea waltoni
Shorea waltoni là một loài thực vật thuộc họ Dipterocarpaceae. Đây là một cây gỗ lớn, cao nổi bật, có thể tới 60 m. Tên gọi bản địa seraya kelabu xuất phát từ mặt dưới màu xám của lá. Đây là loài đặc hữu của vùng ven biển phía đông của Borneo (Sabah và E Kalimantan).